# صموئيل دبليو. باركر
صموئيل دبليو. باركر (بالإنجليزية: Samuel W. Parker)‏ هو محامي وسياسي أمريكي، ولد في 9 سبتمبر 1805، وتوفي في 1 فبراير 1859 في ساكت هاربور في الولايات المتحدة. انتخب عضو مجلس النواب الأمريكي.